# Polifemo (banda)
Polifemo foi um trio que era o habitual grupo suporte de Sui Generis, até decidirem apresentar-se em separado, alguns meses antes da dissolução do duo de Charly García e Nito Mestre.

## Discografia
- Polifemo (1976)
- Polifemo 2 (1977)
- Oro - Grandes éxitos (2002)
- Archivos de EMI (2003)